# Скойкові
Скойкові (Unionidae) — родина прісноводних мідій, найбільших у ряді Unionida, двостулкових молюсків, іноді відомих як річкові мідії або уніоніди.
Ареал поширення цеї родини є всесвітнім. Найрізноманітніший у Північній Америці, з приблизно 297 визнаними таксонами, але Китай і Південно-Східна Азія також містять дуже різноманітну фауну.
Прісноводні мідії живуть у різноманітних середовищах існування, але найчастіше вони мешкають у проточних водах, таких як річки та струмки.

## Походження та рання диверсифікація
Недавнє філогенетичне дослідження показує, що Unionidae, швидше за все, виникли в Південно-Східній та Східній Азії в юрському періоді, з найбільш ранньою експансією в Північну Америку та Африку (з середини крейдяного періоду), за якою послідувала колонізація Європи та Індії (з палеоцену).

## Життя
Unionidae зариваються в субстрат, відкриваючи задні краї. Вони прокачують воду через проточний отвір, отримуючи кисень і харчування. Вони видаляють фітопланктон і зоопланктон, а також завислі бактерії, спори грибів і розчинену органічну речовину. Попри численні лабораторні дослідження, залишається невизначеним, який із цих фільтратів уніоноїди насправді переробляють. При високій щільності вони можуть впливати на прозорість води, але швидкість фільтрації залежить від температури води, швидкості течії, розміру та концентрації частинок. Крім того, морфологія зябер може визначати розмір фільтрованих частинок, а також швидкість.

## Розмноження
Unionidae відрізняються унікальним і складним життєвим циклом. Більшість уніонід мають роздільну стать, хоча деякі види, такі як Elliptio complanata, відомі як гермафродити.
Сперма викидається з мантійної порожнини через зовнішній отвір самця і потрапляє в мантійну порожнину самки через внутрішній отвір. Запліднені яйця переміщуються від статевих залоз до зябер (марсупія), де вони дозрівають і метаморфізуються в глохідії, першу личинкову стадію. Зрілі глохідії випускаються самкою, а потім прикріплюються до зябер, плавників або шкіри риби-господаря. Навколо глохідій швидко утворюється кіста, і вони залишаються на рибі кілька тижнів або місяців, перш ніж відваляться у вигляді молодих мідій, які потім закопуються в осад.

## Таксономія
Класифікація, що базується на базі даних MolluscaBase і проекту MUSSEL:
- Підродина Ambleminae
  - Триба  Lampsilini
    - Рід Epioblasma
    - Рід  Lampsilis
    - Рід Potamilus
    - Рід Actinonaias
    - Рід Cambarunio
    - Рід Obovaria
    - Рід Toxolasma
    - Рід Medionidus
    - Рід Ptychobranchus
    - Рід Disconaias
    - Рід Leaunio
    - Рід Venustaconcha
    - Рід Cyrtonaias
    - Рід Hamiota
    - Рід Sagittunio
    - Рід Truncilla
    - Рід Villosa
    - Рід Arotonaias
    - Рід Cyprogenia
    - Рід Delphinonaias
    - Рід Ortmanniana
    - Рід Pachynaias
    - Рід Atlanticoncha
    - Рід Dromus
    - Рід Ellipsaria
    - Рід Friersonia
    - Рід Glebula
    - Рід Lemiox
    - Рід Ligumia
    - Рід Obliquaria
    - Рід Paetulunio

  - Триба  Pleurobemini
    - Рід Elliptio
    - Рід Pleurobema
    - Рід Fusconaia
    - Рід Plethobasus
    - Рід Pleuronaia
    - Рід Parvaspina
    - Рід Elliptoideus
    - Рід Eurynia
    - Рід Hemistena

  - Триба  Popenaiadini
    - Рід Nephronaias
    - Рід Psoronaias
    - Рід Barynaias
    - Рід Popenaias
    - Рід Sphenonaias
    - Рід Micronaias
    - Рід Nephritica
    - Рід Reticulatus
    - Рід Martensnaias

  - Триба  Quadrulini
    - Рід Cyclonaias
    - Рід Theliderma
    - Рід Uniomerus
    - Рід Quadrula
    - Рід Megalonaias
    - Рід Tritogonia

  - Триба  Amblemini
    - Рід Amblema
    - Рід Reginaia
    - Рід Plectomerus
- Підродина Unioninae
  - Триба  Anodontini
    - Субтриба  Alasmidontina
      - Рід Alasmidonta
      - Рід Lasmigona
      - Рід Pyganodon
      - Рід Utterbackiana
      - Рід Strophitus
      - Рід Utterbackia
      - Рід Anodontoides
      - Рід Arcidens
      - Рід Pseudodontoideus
      - Рід Pegias
      - Рід Simpsonaias

    - Субтриба  Cristariina
      - Рід Sinanodonta
      - Рід Buldowskia
      - Рід Cristaria
      - Рід Anemina
      - Рід Beringiana
      - Рід Pletholophus
      - Рід Simpsonella
      - Рід Amuranodonta

    - Субтриба  Anodontina
      - Рід Anodonta
      - Рід Pseudanodonta

  - Триба  Unionini
    - Рід Unio
    - Рід Nodularia
    - Рід Aculamprotula
    - Рід Acuticosta
    - Рід Cuneopsis
    - Рід Inversiunio
    - Рід Pseudobaphia
    - Рід Rhombuniopsis
    - Рід Lepidodesma
    - Рід Pseudocuneopsis
    - Рід Schistodesmus
    - Рід Arcuneopsis
    - Рід Diaurora
    - Рід Middendorffinaia
    - Рід Protunio

  - Триба  Lanceolariini
    - Рід Lanceolaria
- Підродина Gonideinae
  - Триба  Pseudodontini
    - Субтриба  Pilsbryoconchina
      - Рід Sundadontina
      - Рід Monodontina
      - Рід Pilsbryoconcha
      - Рід Bineurus
      - Рід Thaiconcha
      - Рід Namkongnaia
      - Рід Nyeinchanconcha

    - Субтриба  Pseudodontina
      - Рід Pseudodon

  - Триба  Contradentini
    - Рід Lens
    - Рід Yaukthwa
    - Рід Physunio
    - Рід Trapezoideus
    - Рід Pressidens
    - Рід Solenaia

  - Триба  Lamprotulini
    - Рід Lamprotula
    - Рід Potomida
    - Рід Schepmania
    - Рід Discomya
    - Рід Pronodularia

  - Триба  Rectidentini
    - Рід Hyriopsis
    - Рід Ensidens
    - Рід Ctenodesma
    - Рід Elongaria
    - Рід Khairuloconcha
    - Рід Prohyriopsis
    - Рід Rectidens

  - Триба  Gonideni
    - Рід Ptychorhynchus
    - Рід Sinosolenaia
    - Рід Inversidens
    - Рід Leguminaia
    - Рід Parvasolenaia
    - Рід Gonidea
    - Рід Koreosolenaia
    - Рід Microcondylaea
    - Рід Obovalis
    - Рід Pseudodontopsis

  - Триба  Chamberlainini
    - Рід Sinohyriopsis
    - Рід Chamberlainia
    - Рід Caudiculatus
- Підродина Parreysiinae
  - Триба  Coelaturini
    - Рід Coelatura
    - Рід Nitia
    - Рід Nyassunio
    - Рід Prisodontopsis
    - Рід Brazzaea
    - Рід Grandidieria
    - Рід Moncetia
    - Рід Pseudospatha

  - Триба  Indochinellini
    - Рід Indonaia
    - Рід Scabies
    - Рід Radiatula
    - Рід Harmandia
    - Рід Indochinella
    - Рід Scabiellus
    - Рід Unionetta

  - Триба  Lamellidentini
    - Рід Lamellidens
    - Рід Trapezidens
    - Рід Arcidopsis

  - Триба  Leoparreysiini
    - Рід Leoparreysia

  - Триба  Parreysiini
    - Рід Parreysia
    - Рід Balwantia
- Рід Haasodonta (Підродина incertae sedis)
- Рід Germainaia (Підродина incertae sedis)
- Підродина Modellnaiinae
  - Рід Modellnaia